# Mugilogobius adeia
Mugilogobius adeia är en fiskart som beskrevs av Helen K. Larson och Maurice Kottelat 1992. Mugilogobius adeia ingår i släktet Mugilogobius och familjen smörbultsfiskar. IUCN kategoriserar arten globalt som sårbar. Inga underarter finns listade i Catalogue of Life.